# Обводнение
Обводне́ние — комплекс мероприятий, главным образом гидротехнических, проводимых в безводных и маловодных районах для обеспечения их водой путём освоения местных ресурсов и/или переброски её с других территорий при помощи различных гидротехнических сооружений.

## Цели и способы
Для обеспечения поставленных целей строят различные водозаборные сооружения, водохранилища, каналы, трубопроводы, водопойные пункты и т. п. Обводнение — первый этап строительства систем водоснабжения и орошения в местах, где нет водных источников, отдача от них недостаточна, либо они имеют непригодную воду. Таким образом подходы к обводнению можно разделить на два вида. Первый вид это когда при обводнении в первую очередь осваивают местные водные ресурсы, такие как подземные воды, реки, озёра, атмосферные осадки, путём интенсивного их освоения, для чего строят водозаборные сооружения, такие как колодцы, водозаборные или артезианские скважины, каптажи, кяризы, водозаборы на реках и т. п., водохранилища для аккумулирования местного стока, регулирующие водохранилища на реках и др. Если имеющихся местных ресурсов недостаточно, полностью отсутствуют или неравномерно распределены на местности, то применяют второй вид обводнения при котором выявляют внешние водные источники, из которых воду по каналам и трубопроводам обводнительных систем подают на обводняемую территорию и распределяют по ней.

## Состав мероприятий
Состав обводнительных мероприятий зависит от решаемых задач и хозяйственного использования обводняемой территории:
- При обводнении пастбищ строят шахтные и трубчатые колодцы водоёмы с водопойными пунктами.
- В районах богарного земледелия для снабжения хозяйств водой сооружают групповые водопроводы, которые совмещают функции обводнительных и водоснабжающих сооружений.
- На территории, где имеются возможности для развития выборочного орошения (в основном в районах возделывания овощных и кормовых культур), строят обводнительно-оросительные системы: по обводнительным каналам воду подают для водоснабжения и полива.
- Обводнение территории проводится не только для нужд сельского хозяйства, но также и для других целей. Например обводнение торфяников проводится с целью предотвращения пожаров, либо тушения уже существующих там пожаров.

## История
В СССР проводились достаточно активные работы по обводнению. Наиболее крупные проекты были осуществлены на Кавказе и в Средней Азии. Водопровод на пастбищах Джейранчёль (Азербайджан) обводнял около 200 тыс. га, обеспечивая водой 400 тыс. овец и 20 тыс. голов крупного рогатого скота. Также групповые водопроводы были обустроены в Казахстане, Сибири в Крыму. Например, Ишимский групповой сельскохозяйственный водопровод (Казахстан) охватывает 2,2 млн га безводных земель, подаёт воду в 195 поселков: протяжённость его водоводов 1 750 км. Обводнительно-оросительные системы построены на Северном Кавказе, юге Украины, в Прикаспийской низменности. Наиболее крупные из них: Терско-Кумская (площадь обводения 1,3 млн га. орошения 53 тыс. га), Правоегорлыкская (соответственно 1,5 млн га и 32 тыс. га), Кубань-Калаусская (300 тыс. га и 198 тыс. га).